# انتخابات الكونجرس الثانية عشر في كاليفورنيا 1946
جرت انتخابات لشغل مقعد في مجلس النواب الأمريكي في منطقة الكونجرس الثانية عشرة في كاليفورنيا في 5 نوفمبر 1946، وهو التاريخ الذي حدده القانون لانتخابات الكونجرس الأمريكي الثمانين. في انتخابات الدائرة الثانية عشرة، كان المرشحون هم الديموقراطي الحالي لخمسة فترات زمنية جيري فورهيس، والمتنافس الجمهوري ريتشارد نيكسون، وعضو الكونغرس السابق ومرشح حزب الحظر جون هوبل. تم انتخاب نيكسون بنسبة 56٪ من الأصوات، مما جعله يسير على الطريق الذي سيؤدي، بعد ربع قرن تقريبًا، إلى الرئاسة.
تم انتخاب فورهيس لأول مرة لعضوية الكونغرس في عام 1936، وقد هزم المعارضة الجمهورية الباهتة أربع مرات في منطقة مقاطعة لوس أنجلوس الريفية آنذاك للفوز بإعادة انتخابه. بالنسبة لانتخابات عام 1946، سعى الجمهوريون للحصول على مرشح يمكنه توحيد الحزب وخوض سباق قوي ضد فورهيس في المنطقة ذات الميول الجمهورية. بعد فشلهم في تأمين ترشيح الجنرال جورج باتون، استقروا في نوفمبر 1945 على الملازم أول ريتشارد نيكسون، الذي عاش في المنطقة قبل خدمته في الحرب العالمية الثانية.
قضى نيكسون معظم عام 1946 في حملته الانتخابية في المنطقة، بينما لم يعد فورهيس من واشنطن العاصمة حتى نهاية أغسطس. عملت حملة نيكسون بجد لتوليد دعاية في المنطقة، بينما تلقى فورهيس، الذي يتعامل مع أعمال الكونغرس في العاصمة، تغطية صحفية قليلة. حصل فورهيس على أكبر عدد من الأصوات في الانتخابات التمهيدية في يونيو، لكن نسبته من الأصوات انخفضت من حصته في الانتخابات التمهيدية لعام 1944. في خمس مناظرات عقدت في جميع أنحاء المنطقة في سبتمبر وأكتوبر، كان نيكسون قادرًا على تصوير شاغل الوظيفة على أنه غير فعال وأن يشير إلى أن فورهيس كان مرتبطًا بالمنظمات المرتبطة بالشيوعية. كان فورهيس وحملته على الدوام في موقف دفاعي وكانا غير فعالين في دحض مزاعم نيكسون. هزم المتحدي فورهيس في الانتخابات العامة في نوفمبر.
تم تقديم تفسيرات مختلفة لانتصار نيكسون، من الاتجاهات السياسية الوطنية إلى الاصطياد الأحمر من جانب المتحدي. يؤكد بعض المؤرخين أن نيكسون تلقى مبالغ كبيرة من التمويل من مؤيدين أثرياء مصممون على هزيمة فورهيس، بينما يرفض آخرون مثل هذه الادعاءات. هذه الأمور لا تزال موضع نقاش تاريخي.

## خلفية

### المقاطعة والحملات

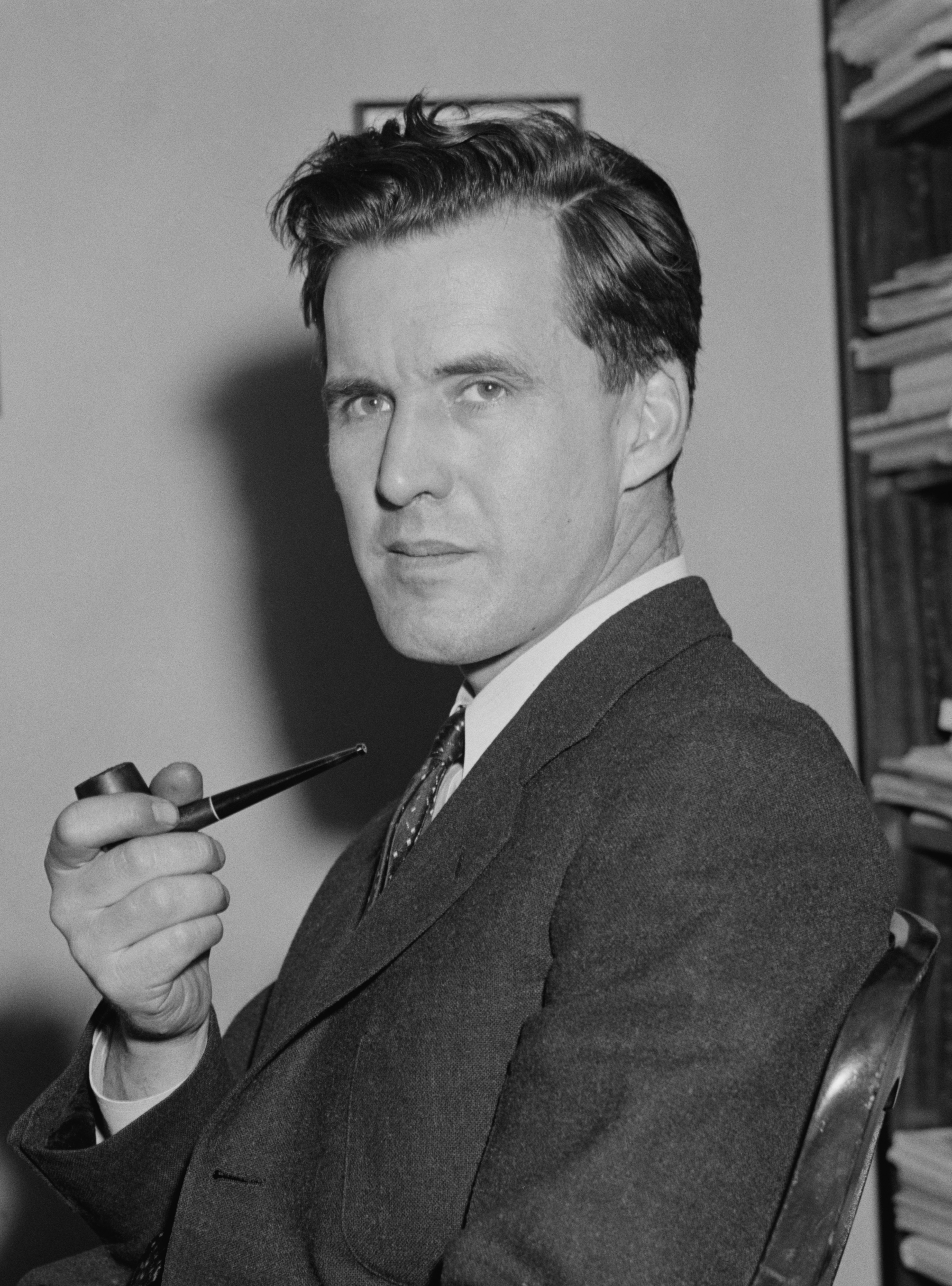
جيري فورهيس

منذ إنشائها في أعقاب تعداد عام 1930، كانت الدائرة الثانية عشرة ممثلة بالديمقراطيين. امتدت 12 ث من جنوب باسادينا مباشرة إلى خطوط مقاطعات أورانج وسان برناردينو، وتشمل مدن صغيرة مثل ويتير وبومونا وكوفينا. تم استيعاب المنطقة بالكامل منذ ذلك الحين في مدينة لوس أنجلوس العملاقة، لكنها كانت في ذلك الوقت زراعية بشكل أساسي. بالكاد لمس نظام الطرق السريعة الحي الثاني عشر؛ فقط جزء صغير من طريق باسادينا السريع يقطع الزاوية الشمالية الغربية. 
في عام 1932، تم انتخاب جون هوبل لتمثيل الدائرة الثانية عشرة. في عام 1936، كان هوبيل ضعيفًا حيث أدين لمحاولة بيع ترشيح لشركة ويست بوينت.  هزم فورهيس هوبل في الانتخابات التمهيدية للحزب الديمقراطي وفاز بسهولة في الانتخابات العامة.  فورهيس، الذي اكتسب شهرة كممثل محترم ومجتهد،  الملقب بـ «كيد أطلس» من قبل الصحافة لحمله ثقل العالم على كتفيه، كان مخلصًا للصفقة الجديدة. 
اتجهت الدائرة الثانية عشرة إلى الحزب الجمهوري، وكان ذلك أكثر بعد عام 1941 عندما حاولت الهيئة التشريعية لولاية كاليفورنيا التي يهيمن عليها الجمهوريون إخراج عضو الكونجرس فورهيس من منصبه عن طريق إزالة الدوائر الديمقراطية القوية في شرق لوس أنجلوس من المنطقة خلال إعادة تقسيم الدوائر العشرية.  كان للمنطقة الثانية عشرة التي تم تجديدها القليل من الصناعة ولم يكن لها تأثير نقابي تقريبًا.  ترك فورهيس مع معاقل الجمهوريين مثل سان مارينو، حيث لم يقم بحملة، وخلص إلى أنه سيحصل على نفس عدد الأصوات سواء زار هناك أم لا.  على الرغم من مناورات الجمهوريين في المجلس التشريعي، أعيد انتخاب فورهيس في عام 1942، وحصل على 57٪ من الأصوات، وفاز بنسبة مماثلة بعد ذلك بعامين.  لم يواجه فورهيس معارضة قوية قبل عام 1946. في انتخابه الأولي، استفاد فورهيس من انهيار روزفلت الأرضي عام 1936 . كان خصمه في عام 1938 خجولًا جدًا لدرجة أن فورهيس اضطر إلى تقديمه للجمهور في ظهور مشترك.  في عام 1940، واجه الكابتن إروين مينجر، وهو قائد غير معروف لمدرسة عسكرية،  وخصمه عام 1942، واعظ الإذاعة والمرشح السابق لمنصب حاكم حزب الحظر روبرت ب.  في عام 1944، انقسم الجمهوريون في الدائرة الثانية عشرة بمرارة، وانتصر فورهيس بسهولة. 

### البحث الجمهوري عن مرشح

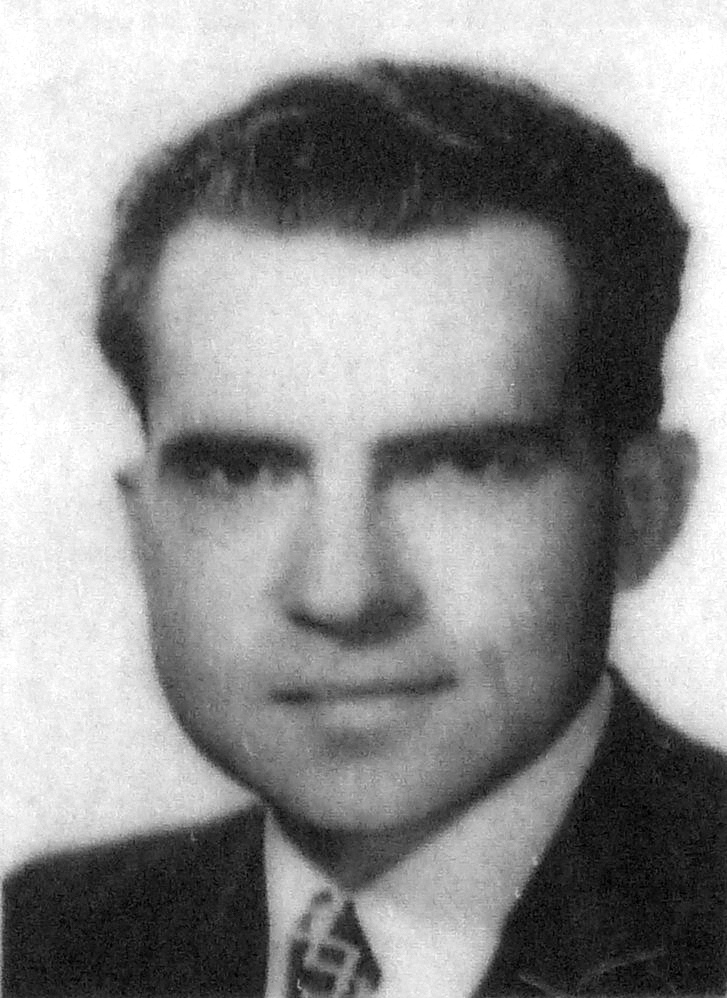
ريتشارد نيكسون

عندما قضى فورهيس فترة ولايته الخامسة في مجلس النواب، بحث الجمهوريون عن مرشح قادر على هزيمته.  شكل الجمهوريون المحليون ما أصبح يعرف باسم «لجنة المائة» (رسميًا، «لجنة المرشح وتقصي الحقائق») لاختيار مرشح يحظى بتأييد واسع قبل الانتخابات التمهيدية في يونيو 1946.  تسببت هذه الخطوة في بعض القلق التحريري في المنطقة: فقد ذكرت صحيفة الهمبرا تريبيون نيوس، خوفًا من استبعاد اختيار مرشح من الناخبين لصالح مجموعة صغيرة، أن تشكيل اللجنة كان «خطوة في الخطأ الاتجاه» ومحاولة«دفع تكتيكات تاماني هول إلى أسفل حناجرنا». 
استحوذت اللجنة في البداية على مفوض الدولة للتعليم (والرئيس السابق لكلية ويتير) والتر دكستر. كان دكستر مترددًا في التخلي عن منصبه في الولاية للترشح وسعى للحصول على ضمان بأنه سيحصل على وظيفة أخرى إذا فشل ترشيحه. استمر في التفكير في الترشح لعدة أشهر دون التوصل إلى قرار، مما أدى إلى إحباط الجمهوريين المحليين. كما تردد ديكستر، حاول الجمهوريون إقناع الجنرال جورج باتون بالترشح، على الرغم من أنهم لم يكونوا متأكدين مما إذا كان الجنرال جمهوريًا.  ومع ذلك، بعد يوم واحد من تكهنات لوس أنجلوس تايمز بالهروب، أعلن باتون من ألمانيا عن نيته «الابتعاد تمامًا عن السياسة».  اتصلت اللجنة أيضًا بستانلي بارنز، المحامي الجمهوري الشاب الصاعد ونجم كرة القدم السابق في جامعة كاليفورنيا ، بيركلي. رفض بارنز أن يؤخذ في الاعتبار، متشككا في فرص هزيمة فورهيس. 
مع إحراز تقدم ضئيل في تأمين مرشح رفيع المستوى، أجرت مجموعات عمل اللجنة مقابلات. ومن بين الرجال الثمانية الذين تقدموا بطلبات، كان أبرزهم عضو الكونجرس السابق جون هوبل، الذي وعد بإبقاء «اليهود والزنوج» خارج المنطقة.  في 6 أكتوبر 1945، ذكرت صحيفة مونروفيا نيوز بوست أنه بينما بدا ديكستر المرشح المحتمل، «بالطبع يمكن أن يحدث أي شيء في السياسة ويحدث بشكل عام». وذكرت صحيفة نيوز بوست أن الأسماء الأخرى التي ناقشتها اللجنة تشمل "الملازم أول. [ك‍] ريتشارد نيكسون، اتحاد الجمهوريات الاشتراكية السوفياتية، من ويتير. "  كتب عضو الكونجرس فورهيس لوالده ومستشاره السياسي، تشارلز فورهيس، في 15 أكتوبر، «أفهم أن الجنرال قرر عدم الترشح في الدائرة الثانية عشرة. في رأيي، سيكون من الصعب التغلب على الدكتور ديكستر. لكن على الأقل ستكون حملة نظيفة ولائقة، ولست متأكدًا من أنني لن أفضل ذلك حتى لو خسرت.»  كتب هيرمان بيري، مدير فرع بنك ويتير في أمريكا وصديق عائلة نيكسون نيكسون، الذي كان آنذاك قائدًا في البحرية، أخبره أن عليه التقدم بطلب للحصول على موافقة اللجنة. رد نيكسون بحماس. عندما رفض دكستر اللجنة أخيرًا، أوصى نيكسون، تلميذه في السابق.  توفي دكستر بعد أيام فقط من نوبة قلبية، وتوفي باتون في حادث سيارة قبل بدء حملة عام 1946. 
في ذلك الوقت، كان نيكسون متمركزًا في بالتيمور بولاية ماريلاند، مستخدمًا تدريبه القانوني للتعامل مع إنهاء العقود العسكرية. في 1 نوفمبر 1945، سافر إلى كاليفورنيا للقاء الجمهوريين المؤثرين وإلقاء خطاب في اجتماع اللجنة. تم الإعلان عن الاجتماع في جميع أنحاء المنطقة وكان مفتوحًا لأي مرشح محتمل. ومع ذلك، أشارت الإعلانات الخاصة بالاجتماع إلى أن نيكسون سوف يطير للتحدث.  كما ظهر عدد من المنافسين المحتملين في الاجتماع في 2 نوفمبر 1945، بما في ذلك قاض وعضو مجلس محلي. نيكسون، الذي تحدث أخيرًا، كان «مثيرًا للكهرباء»، وفقًا لأحد أعضاء اللجنة.  عندما اجتمعت اللجنة للتصويت في 28 نوفمبر، حصل نيكسون على أكثر من ثلثي الأصوات، والتي تم إجراؤها بعد ذلك بالإجماع. قام رئيس اللجنة روي دي بإخطار الفائز على الفور بتأييد اللجنة. 
كان نيكسون يرتب بالفعل للبحث في سجل فورهيس وللقاء القادة الجمهوريين في واشنطن، بما في ذلك زعيم الأقلية في مجلس النواب (والمتحدث المستقبلي) جوزيف دبليو مارتن، الابن. يكون منتفخا. لكن جهودي الرئيسية تتجه نحو بناء مجموعة خطابات إيجابية وتقدمية تخبرنا بما نريد أن نفعله، وليس ما فشل الديمقراطيون في فعله. . . . أنا حقا  هذه الصفقة،  أنه يمكننا الفوز. "  كتب تشارلز فورهيس ابنه أن الجمهوريين قد أيدوا كويكر يدعى ريتشارد نيكسون، لكنه كان يأمل أن يحتفظ ابنه بجزء كبير من أصوات كويكر. كان فورهيس الأكبر واثقًا من أن ابنه سينتصر مرة أخرى، فكتب، "إنها مجرد حملة أخرى علينا أن نخوضها . . . على أية حال، ليس لدينا ما نقلق بشأنه الآن ". 

## الحملة الأساسية

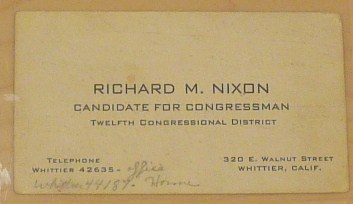
بطاقة أعمال نيكسون كمرشح للكونغرس

تم تسريح نيكسون من البحرية في بداية عام 1946. في غضون أيام، عاد هو وزوجته بات نيكسون، التي كانت حاملًا في شهرها الثامن تقريبًا، إلى ويتير. انتقلوا في البداية للعيش مع والدي المرشح، فرانك وهانا . عاد نيكسون إلى مكتب المحاماة القديم، لكنه أمضى معظم وقته في الحملات. روي داي، رئيس اللجنة التي تم حلها الآن، عين نفسه مديرًا لحملة نيكسون. هذا التعيين الذاتي أزعج المرشح إلى حد ما، وسعى نيكسون دون جدوى إلى استبدال داي. 
كان فورهيس في واشنطن منذ أغسطس 1945، حيث كان يحضر أعمال الكونغرس. لم يعد إلى المنطقة حتى أغسطس 1946، بعد الانتخابات التمهيدية في يونيو. بحسابه الخاص كان مشغولاً بالتعامل مع:
[تعديل قانون الضمان الاجتماعي، ومشروع قانون حالة العمل، والقرض البريطاني، ورواتب الإجازة النهائية للجنود، والعديد من فواتير التخصيص [و] أهم مشكلة واجهتها بلادنا في كل تاريخها - مشكلة ما يجب تفعل بشأن الطاقة الذرية. شعرت بالثقة في أن سكان المنطقة يفضلون أن أبقى في وظيفتي بدلا من العودة الي المنزل للمشاركة في الحملة.
ابتداءً من فبراير، بدأ المرشح الجمهوري في جدول حديث مكثف، مخاطبًا الجماعات المدنية عبر 400 ميل مربع (1,000 كـم2) . الحي.  ساعدت جهود نيكسون في الحصول على الدعاية على ولادة ابنته تريشيا في أواخر فبراير. تمت مقابلة الأب الجديد على نطاق واسع وتصويره مع ابنته الرضيعة.  أرسل مكتب عضو الكونجرس فورهيس إلى نيكسونز كتيبًا حكوميًا بعنوان رعاية الرضع ، تلقى الممثلون 150 منه شهريًا لتوزيعه على ناخبيهم. عندما أرسل ريتشارد نيكسون لمنافسه رسالة شكر في أوائل أبريل، رد عضو الكونجرس برسالة اقترح فيها أن يتم تأجيل المناظرتين بمجرد تأجيل الكونجرس في أغسطس. 

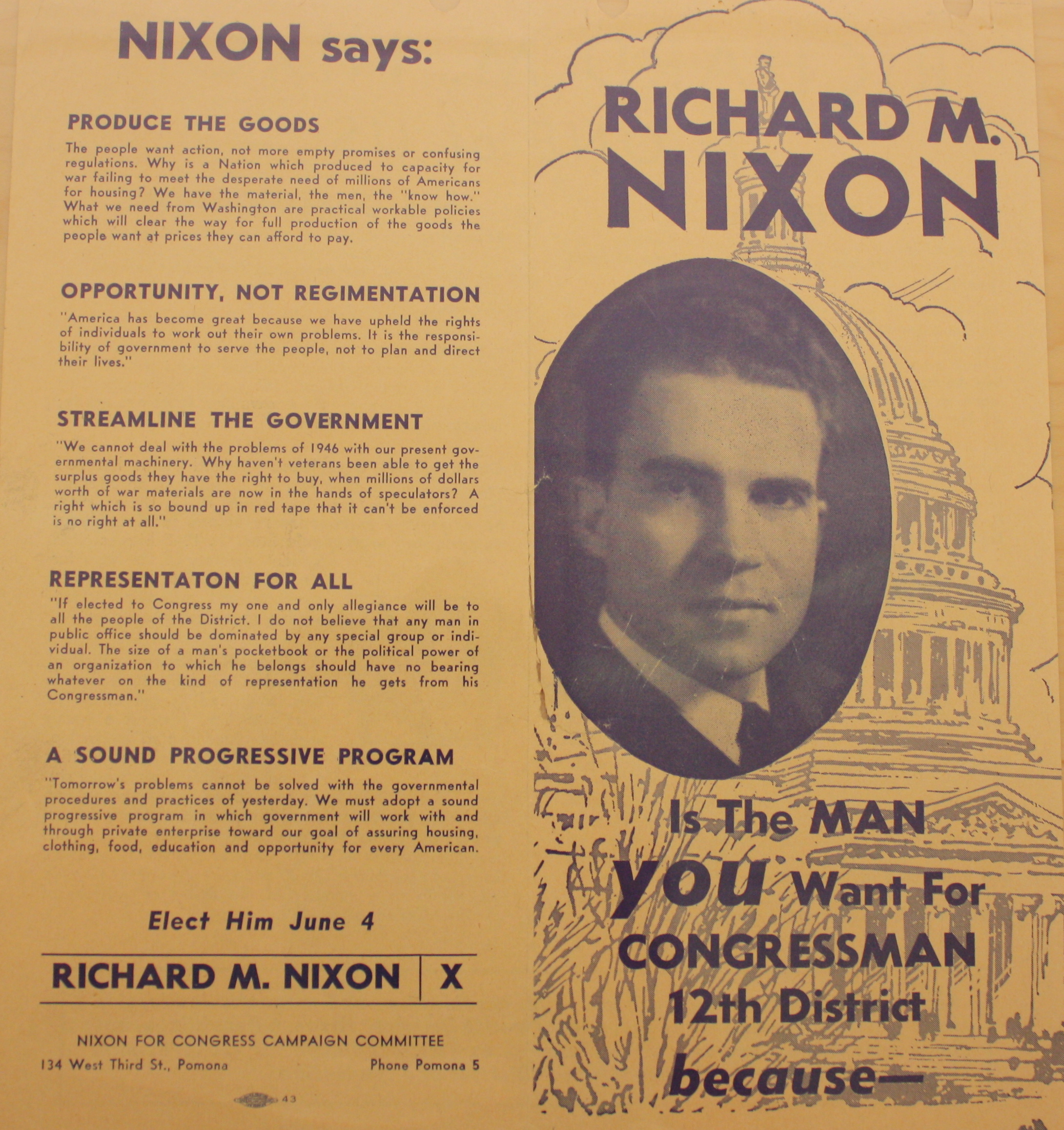
نشرة حملة نيكسون للانتخابات التمهيدية

في منتصف مارس، اتصل عضو الكونجرس السابق هوبل نيكسون،  الذي كان يكره فورهيس.  عرض هوبل الدخول في الانتخابات التمهيدية للحزب الديمقراطي مقابل دفع عدة مئات من الدولارات بالإضافة إلى الوعد بوظيفة الخدمة المدنية بمجرد انتخاب الجمهوري. بعد التشاور مع مساعديه، رفضه نيكسون. في وقت لاحق، قدم هوبيل كمرشح حزب الحظر. كان فورهيس مطلعا على هذه الأحداث من خلال مخبر مقرب من الممثل السابق، وكان مقتنعا بأن روي داي قد رتب لدفع رسوم التسجيل في هوبيل . خشي عضو الكونجرس من أن يكون هوبل بمثابة حصان مطارد لنيكسون، مما يعفي الجمهوري من أي «تشويه».  رد فورهيس على تقديم هوبل برسالة إلى مدير حملته، مالك العقارات بالدوين بارك جاك لونج، تفيد بأنه «سيكون من المجدي لنا أن نبذل قصارى جهدنا للتغلب عليه في الحظر الأساسي من خلال حملة كتابة». 
في 18 مارس، قبل يومين من الموعد النهائي للتقديم، قدم نيكسون كل من الانتخابات التمهيدية للجمهوريين والديمقراطيين بموجب نظام التسجيل المتقاطع في كاليفورنيا. تقدم فورهيس أيضًا في الانتخابات التمهيدية للحزبين الرئيسيين. بموجب التقديم المتقاطع، إذا فاز نفس المرشح بتأييد الحزبين الرئيسيين، فسيتم انتخابه بفعالية، مع وجود مرشحين حزبيين صغار فقط لمواجهته. تقدم داي بمبلغ 200 دولار (المعادل الحالي لـ 2230 دولارًا ) لرسوم إيداع نيكسون، مشيرًا لاحقًا إلى أنه واجه صعوبة كبيرة في السداد. 
بحلول أواخر آذار (مارس)، بدأت خطابات نيكسون أمام الجماعات المدنية بالية. استأجرت داي المستشار السياسي موراي شوتينر مقابل 580 دولارًا للحملة الأولية، وحذر المستشار من أنه ما لم تدخل حياة جديدة في الحملة، فستكون في خطر شديد.  في السنوات التالية، كان من المقرر أن يصبح شوتينر مدير حملة نيكسون ومستشارًا وصديقًا في جمعية استمرت حتى وفاة كوتينر قبل أشهر قليلة من استقالة الرئيس نيكسون عام 1974. 
رتب شوتينر لقصص في الصحف المحلية تزعم أن عصور ما قبل التاريخ قد تم اعتماده من قبل «باس»، على أمل أن يأخذ الناخبون ذلك على أنه يعني مؤتمر لجنة العمل السياسي للمنظمات الصناعية (سيو- باك). كان سيو عبارة عن اتحاد عمالي اندمج لاحقًا مع الاتحاد الأمريكي للعمل لتشكيل الف - سيو . تم تنظيمه عام 1943 واتخذ مواقف يسارية. اعتبر البعض باس منظمة جبهة شيوعية. كانت لجنة العمل السياسي الثانية ، وهي لجنة العمل السياسي للمواطنين (ن س ب ا س) تابعة أيضًا لـ سيو ، ولكنها كانت مفتوحة لمن هم خارج الحركة العمالية. من بين أعضاء ن س ب ا س عام 1946 كان الممثلون ملفين دوغلاس ورونالد ريغان .  كان الزعيم العمالي الراحل سيدني هيلمان يرأس كل من لجان العمل السياسي ، وتقاسمت المنظمتان مساحة مكتبية في مدينة نيويورك.  بينما شجبت القيادة الوطنية لكبار المسئولين الاقتصاديين الشيوعية. سيطر أعضاء الحزب الشيوعي على بعض فروع سيو - باك المحلية.  سيو - باك ، التي أيدت فورهيس في عام 1944، رفضت دعمه مرة أخرى. وافق فرع جنوب كاليفورنيا من ن س ب ا س على عصور ما قبل التاريخ في 1 أبريل 1946. كانت إستراتيجية شوتينر هي دمج باك س في نظر الجمهور. 
تغذيها جدل باك ، اكتسبت الحملة الجمهورية حياة جديدة مع عودة نيكسون إلى دائرة المحاضرات . بعد أن تحدث نيكسون إلى اجتماع نادي الليونز في الأول من مايو ، كتب أحد مؤيدي فوره القلقين إلى عضو الكونجرس ، «لقد قاد المجموعة بقوة. إنه خطير. سيكون لديك معركة حياتك لتهزمه». 
عقدت الانتخابات التمهيدية في 4 يونيو 1946. فاز كل من فورهيس ونيكسون في الانتخابات التمهيدية لحزبه ، حيث حصل فورهيس على عدد كبير من الأصوات في استطلاع الجمهوريين. عندما تمت إضافة جميع الأصوات من جميع الانتخابات التمهيدية معًا ، تفوق فورهيس على نيكسون بـ 7000 صوت. انخفضت النسبة المئوية الإجمالية لأصوات فورهيس من 60٪ في الانتخابات التمهيدية لعام 1944 إلى 53.5٪ في عام 1946.  نجا هوبل من حملة الكتابة للتقدم إلى الانتخابات العامة. 

### نتائج

#### ديمقراطي
| %      | الاصوات | مرشح                                |
| 79.96  | 25,048  | جيري هورفس (شاغل الوظيف، سان ديماس) |
| 16.21  | 5,077   | ريتشارد نيكسون (ويتير)              |
| 3.83   | 1,200   | ويليام كينت (مونتيري بارك)          |
| 100.00 | 31,325  | مجموع الأصوات                       |

#### جمهوري
| %      | ا لاصوات | مرشح           |
| ------ | -------- | -------------- |
| 64.09  | 24,397   | ريتشارد نيكسون |
| 31.85  | 12,125   | جيري فور هيس   |
| 4.03   | 1,532    | ويليام كينت    |
| 100.00 | 38,064   | مجموع الأصوات  |

#### المنع
| %      | الاصوات | مرشح                |
| 60.43  | 139     | جون هوبل (الحمراء)  |
| 39.57  | 91      | جيري فور هيس (اكتب) |
| 100.00 | 230     | مجموع الأصوات       |

## انتخابات عامة

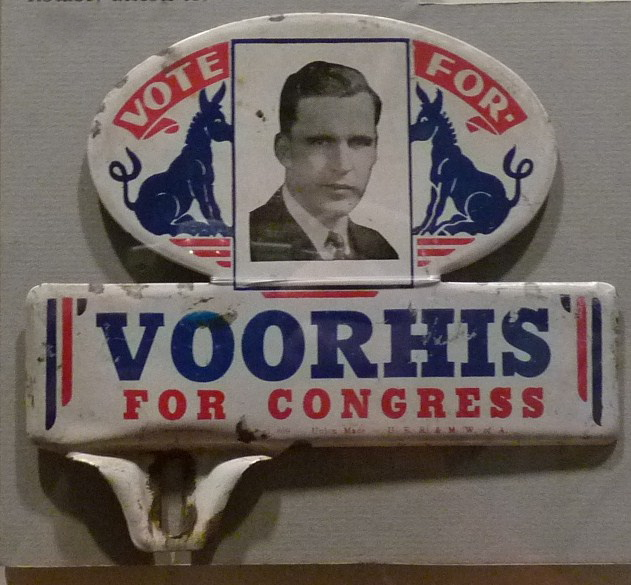
مرفق لوحة ترخيص يروج لترشيح فورهيس

بعد إجازة لمدة أسبوعين في كولومبيا البريطانية بعد الانتخابات التمهيدية ، عاد نيكسون إلى المنطقة الثانية عشرة. بدأ الجمهوري حملة الانتخابات العامة باستبدال روي داي بمهندس ساوث باسادينا هاريسون ماكول كمدير للحملة. نظرًا لأن شوتينر كان مشتتًا بشكل متزايد بسبب منصبه كمدير حملة جنوب كاليفورنيا لمحاولة إعادة انتخاب السناتور الجمهوري وليام نولاند (الناجحة)، أضافت حملة نيكسون الدعاية وليام أرنولد.  من ناحية أخرى ، بقي فورهيس في واشنطن ، يتعامل مع أعمال الكونغرس ويحقق القليل من الدعاية. لقد تراسل مع والده ومدير حملته ، جاك لونج ، عن طريق الرسائل.  كان فورهيس يأمل في العودة إلى كاليفورنيا في منتصف أغسطس ولكن أثناء عودته من واشنطن في أغسطس ، أُجبر على إجراء عملية جراحية للبواسير في أوغدن بولاية يوتا.  قضى فورهيس أسبوعين في فندق أوجدن يتعافى من العملية  ولم يعد إلى المنطقة حتى نهاية أغسطس. كتب فورهيس لاحقًا ، «لا أستطيع أن أقول إنني كنت» جاهزًا تمامًا للشجار «. لكن» الشجار«كان بالتأكيد جاهزًا لي». 

### مناقشة جنوب باسادينا
لم يرد نيكسون على اقتراح مناقشة فورهيس في أبريل. في مايو ، كتب عضو الكونجرس إلى طويل مثل نيكسون حملة في البداية جعلت من تأييد باك المزعوم مشكلة. اقترح فورهيس أن يتم تحدي نيكسون في المناقشات على سبيل الاستعجال. رد لونج في يونيو ، قائلاً إنه على الرغم من أن نيكسون كان معروفًا بأنه المناظرة البطل خلال أيام كلية ويتير ، «مع عمرك وخبرتك ، قد لا يتقبل عامة الناس تحديك لصبي مثل نيكسون».  نصح لونغ بانتظار التحدي من نيكسون. بحلول أغسطس ، كانت الحملتان قد  على نقاش سيعقد أمام مجموعة من المحاربين القدامى في  في 20 سبتمبر.  أعلن عن اجتماع في 13 سبتمبر حول قضايا الحملة في مدرسة ساوث باسادينا جونيور الثانوية . كان الغرض الفعلي لـ ايفسب من عقد الاجتماع هو الحصول على عضو مجلس جمهوري ضعيف (رفض دعوته) لمناقشة منافسه الديمقراطي ، ولكن تمت دعوة مرشحين جمهوريين وديمقراطيين في مجلس الشيوخ والمنطقة الثانية عشرة من الحزبين الجمهوري والديمقراطي. نظرًا لأن رعاة المناظرة كانوا ليبراليين ، نصحه بعض مساعدي نيكسون بالرفض ، لكنه تجاوزهم. وافق فورهيس أيضًا ؛ عندما اقترح عليه لاحقًا أنه كان يجب أن يرسل متحدثًا ، أجاب: «أعتقد ذلك ، لكنني لم أستطع حمل نفسي على الرفض».  رفض كلا المرشحين في مجلس الشيوخ دعواتهما ، حيث أرسل السناتور نولاند شوتينر مكانه ، بينما أرسل المرشح الديمقراطي ويل روجرز الابن النائب تشيستر إي هوليفيلد من المنطقة التاسعة عشرة المجاورة. 

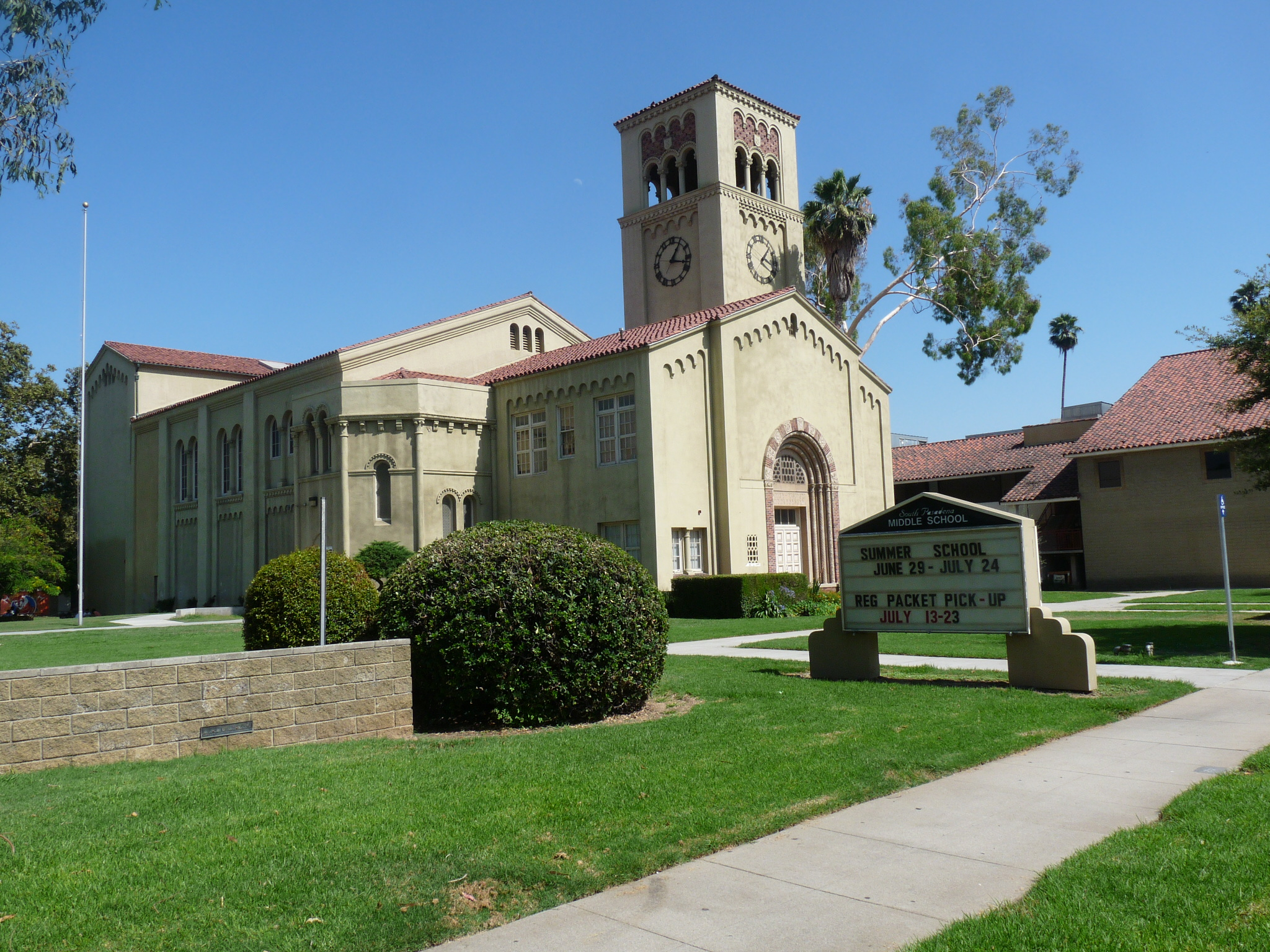
مدرسة South Pasadena Middle School (مدرسة South Pasadena Junior الثانوية سابقًا)

اجتذب اجتماع المدينة حشدًا من أكثر من ألف شخص ، حيث وزع أنصار نيكسون الأدب المناهض لفورهيس عند الباب. تحدث وكلاء مجلس الشيوخ أولاً عن مرشحيهم ، تلاهم فورهيس. وصل نيكسون ، الذي أخطر المنظمين بأنه سيتأخر بسبب التزام آخر ، خلال خطاب فورهيس ، وظل وراء الكواليس حتى ينتهي عضو الكونجرس من حديثه. ثم صعد إلى خشبة المسرح وصافح فورهيس وألقى خطابًا مدته خمس عشرة دقيقة. تبع ذلك فترة من الأسئلة والأجوبة ، حيث سأل أحد مؤيدي نيكسون فورهيس عن تسجيله الاشتراكي مرة واحدة ، وعن آرائه حول السياسة النقدية.  بعد رد الممثل ، سأل أحد مؤيدي فورهيس نيكسون لماذا يوجه «اتهامات كاذبة» بشأن تأييد فورهيس رئيس قسم المعلومات -باك المفترض.  رداً على ذلك ، مد نيكسون يده في جيبه وسحب نسخة من نشرة NCPAC في جنوب كاليفورنيا تشير إلى تأييد المجموعة لـ Voorhis.  لم يكن عضو الكونجرس على علم بالتصديق. أولئك من مساعديه في المعرفة «نسوا تمامًا» إخباره.  سار نيكسون في منتصف الطريق عبر المنصة وعرضها على فورهيس ، وطلب منه قراءتها بنفسه. جاء فورهيس من مقعده وأخذها ،  و (وفقًا لما ذكره بولوك ، الذي كان يعمل ضابطًا للوقت في المناظرة) «تمتم» أن هذه المنظمة تبدو مختلفة عن CIO-PAC.  استعاد نيكسون الوثيقة ، وبدأ في قراءة أسماء أعضاء مجالس إدارة المجموعتين ، «الأمر نفسه ، تقريبًا ، عندما يكون لديهم نفس المديرين.»  بدأ الحشد يهتفون لنيكسون ، الذي كتب لاحقًا ، «أستطيع أن أقول من خلال رد فعل الجمهور أنني قد أوضحت وجهة نظري»، ويسخرون من فورهيس ، الذي كتب ، «كانوا يستهجنون ويضحكون على ملاحظاتي ، وهذا أزعجني». 
في خضم الاضطرابات ، نزل هوبل مرشح حزب الحظر إلى الممر (وفقًا لبولوك ، ربما كان مخمورًا)  وطالب بمعرفة سبب استبعاده من النقاش. سُمح له بطرح سؤال واحد ، عن فورهيس ، وانتهى المساء. وفقًا لبولوك ، «لم يبرز علينا حجم انتصار نيكسون على الفور».  استوعبه عضو الكونجرس هوليفيلد ، وعندما سأله فورهيس ، «كيف سارت الأمور؟» أجاب: «جيري ، قطعك إلى أشلاء.» 

### مناقشات إضافية

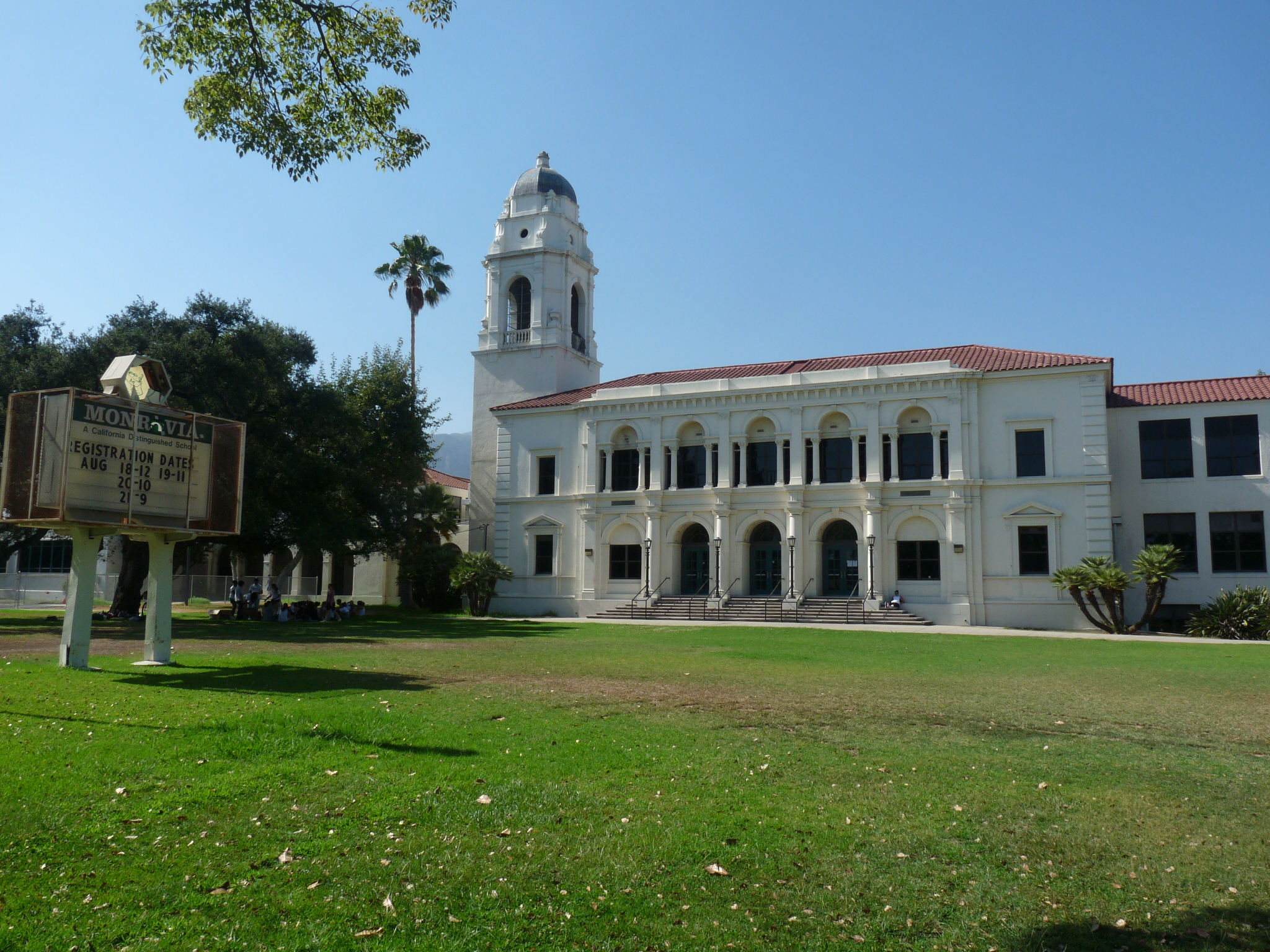
مدرسة مونروفيا الثانوية ، موقع مناظرة نيكسون-فورهيس الرابعة

في 19 سبتمبر / أيلول ، أرسل فورهيس اتصالاً برقيًا إلى مكاتب ن س ي ا س في لوس أنجلوس ونيويورك ، طالبًا منه "سحب أي تأييد مؤهل من كيتيسينز ب ا س قد يكون قد أعطاني إياه".  بحلول هذا الوقت ، كانت الصحف في جميع أنحاء المنطقة قد طبعت اتهامات نيكسون ، جنبًا إلى جنب مع إعلان نيكسون الذي ينتقد فورهيس بزعم اتهام نيكسون بالكذب بشأن تأييد ب ا س.  وفقًا لكاتب سيرة نيكسون روجر موريس، فإن التنصل من موافقات ن س ب ا س لم يساعد فورهيس ، حيث أن أفعاله "ستبدو للعديد من الأشخاص نصف المذنبين من الدعم المشؤوم الذي لم يحصل عليه من قبل. حتى النهاية ، كما حسب  ، كانت باك س متشابكة بشكل ميؤوس منه  
عقدت المناظرة الثانية في باتريوتيك هول في ويتير في 20 سبتمبر. نظرًا لرعاية المناقشة من قبل جمعية ويتير العسكريين السابقين ، اقتصر الحضور على قدامى المحاربين.  ناقش المرشحون أفضل طريقة للتعامل مع نقص المساكن بعد الحرب. فضل فورهيس تقييد بناء الهياكل التجارية لتحرير المواد للإسكان ، بينما حث نيكسون على إزالة جميع قيود البناء.  عندما كرر نيكسون مزاعم باك ، أشار فورهيس إلى طلبه إلى ن س ي ا س ، مشيرًا إلى أنه لا يمكن تحميله المسؤولية عن أفعالها. وفقًا لموريس ، انتهى النقاش بالتعادل ، أو ربما حتى فوز فورهيس.  أقنع شوتينر نيكسون أنه بحاجة إلى إدارة حملة عدوانية حتى النهاية ، وتحدى ماكول حملة فورهيس في ثماني مناظرات إضافية ، منها ثلاث عقدت بالفعل. 

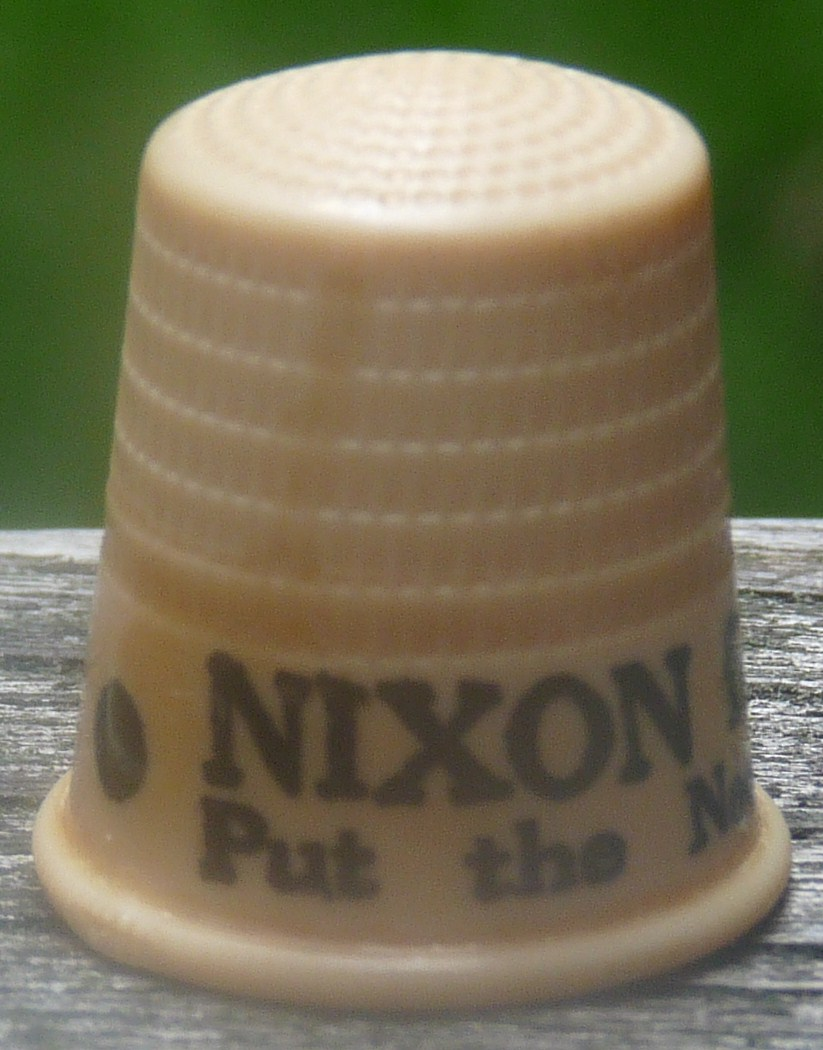
كشتبان حملة نيكسون ، 1946

استحوذت المناقشات على اهتمام الجمهور في المنطقة وجذبت حشودًا كبيرة. تمت مقارنة المرشحين مع أبراهام لنكولن وستيفن دوغلاس، الذين اشتهروا في حملتهم الانتخابية في مجلس الشيوخ عام 1858، وعزفت الفرق الموسيقية مسيرات مع دخول كل مرشح إلى المكان.  عقد الاجتماع الثالث للمرشحين في قاعة بريدجز في كليرمونت في 11 أكتوبر. كان فورهيس ، باعترافه ، «متعبًا للغاية».  ناقش المرشحون سياسة العمل ، و «سجل» نيكسون بالتفصيل سياسة للتعامل مع الإضرابات العامة التي أدرك فورهيس بعد فوات الأوان أنها مأخوذة من مشروع قانون كان قد صاغه.  أخذ نيكسون فورهيس جانبًا بعد المناظرة وانتقده لمخاطبته بأنه «ملازم أول نيكسون»، متهمًا إياه بتكريس كراهية رجال سابقين للضباط. 

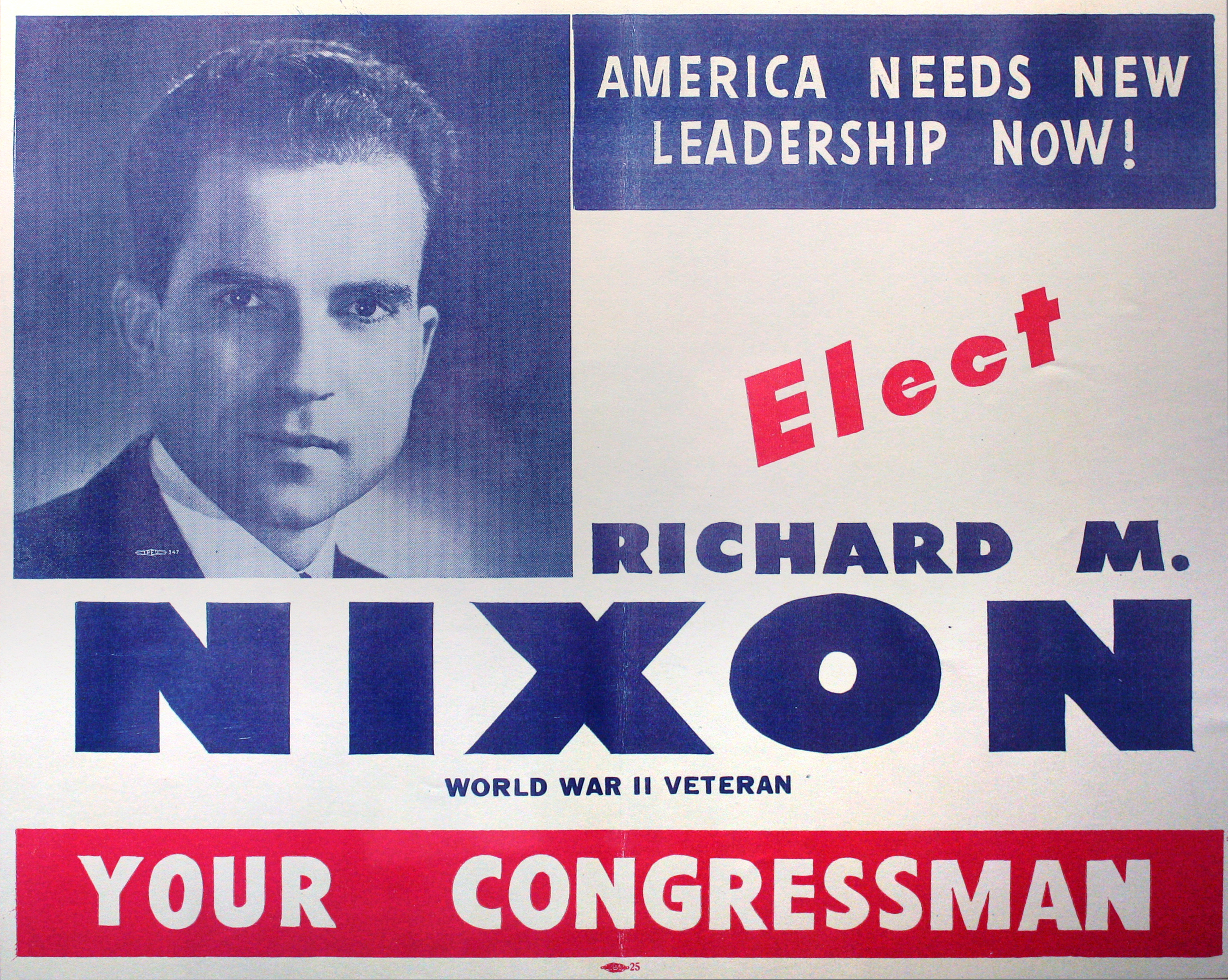
نشرة إعلانية لحملة نيكسون

في المناظرة الرابعة ، في 23 أكتوبر في مدرسة مونروفيا الثانوية ، هاجم نيكسون سجل فورهيس في الكونغرس. زعم المتحدي أنه في السنوات الأربع الماضية ، كان فورهيس فقط قادرًا على تمرير مشروع قانون واحد من خلال الكونجرس ليصبح قانونًا. نقل مشروع القانون المعني الولاية القضائية على تربية الأرانب من وزارة الداخلية إلى وزارة الزراعة.  انتقد نيكسون ، «على المرء أن يكون أرنبًا للحصول على تمثيل فعال في منطقة الكونجرس هذه.»  أجاب فورهيس أنه رعى قانونًا لتوظيف المعاقين جسديًا ، لكن نيكسون ذكر أنه ليس قانونًا ، بل قرارًا مشتركًا.  كرر نيكسون ادعاءاته بخصوص فورهيس وباك . ورد فورهيس بأنه قد تبرأ من تأييد ن س ب ا س . تصدى نيكسون بتعليق بأن سجل تصويت فورهيس «أكسبه التأييد ، سواء أراد ذلك أم لا».  أكد نيكسون ذلك أيضًا في 46 صوتًا ، كان عصور ما قبل التاريخ قد اتبع بالكامل تقريبًا جدول أعمال سيو - باك . ذهولًا ، بقي فورهيس مستيقظًا حتى الرابعة أنا أدرس الأصوات التي فرض عليها نيكسون ضرائب. وخلص إلى أنه بسبب الازدواجية ، كان هناك في الواقع 27 فقط الاستجوابات المعنية ، والتي عارض العديد منها موقف سيو- باك . كما وجد عضو الكونجرس أن الأصوات «الودية» لـ سيو - باك تضمنت شخصًا يصرح ببرنامج غداء مدرسي. 
جرت المناقشة النهائية في 28 أكتوبر في قاعة سان غابرييل سيفيك ، وسط حشد تجاوز ألف شخص. ذهب فورهيس إلى الهجوم ، واتهم نيكسون بتحريف "46 يصوت "لتجنب الجدل الحقيقي وأي نقاش حول موقف نيكسون نفسه من القضايا.  صرح المرشح الجمهوري أنه كان يقاتل من أجل" الشخص الذي يتقاضى معاشًا ويحاول مواكبة ارتفاع تكاليف المعيشة  ... العامل ذو الياقات البيضاء الذي لم يحصل على علاوة . . . لقد سئم الأمريكيون ، وتوصلوا إلى استنتاج مفاده أنهم سيفعلون شيئًا ما ".  جلس نيكسون وسط تصفيق مدو ، ووصفت سان غابرييل صن فورهيس:" توقف ، يتنفس بشدة ، يمسح الجمهور باستخدام عينان متعبة ، يضبط نظارته بعصبية بكلتا يديه ، ثم يضرب المنصة بيد مفتوحة  .

### الأيام الأخيرة

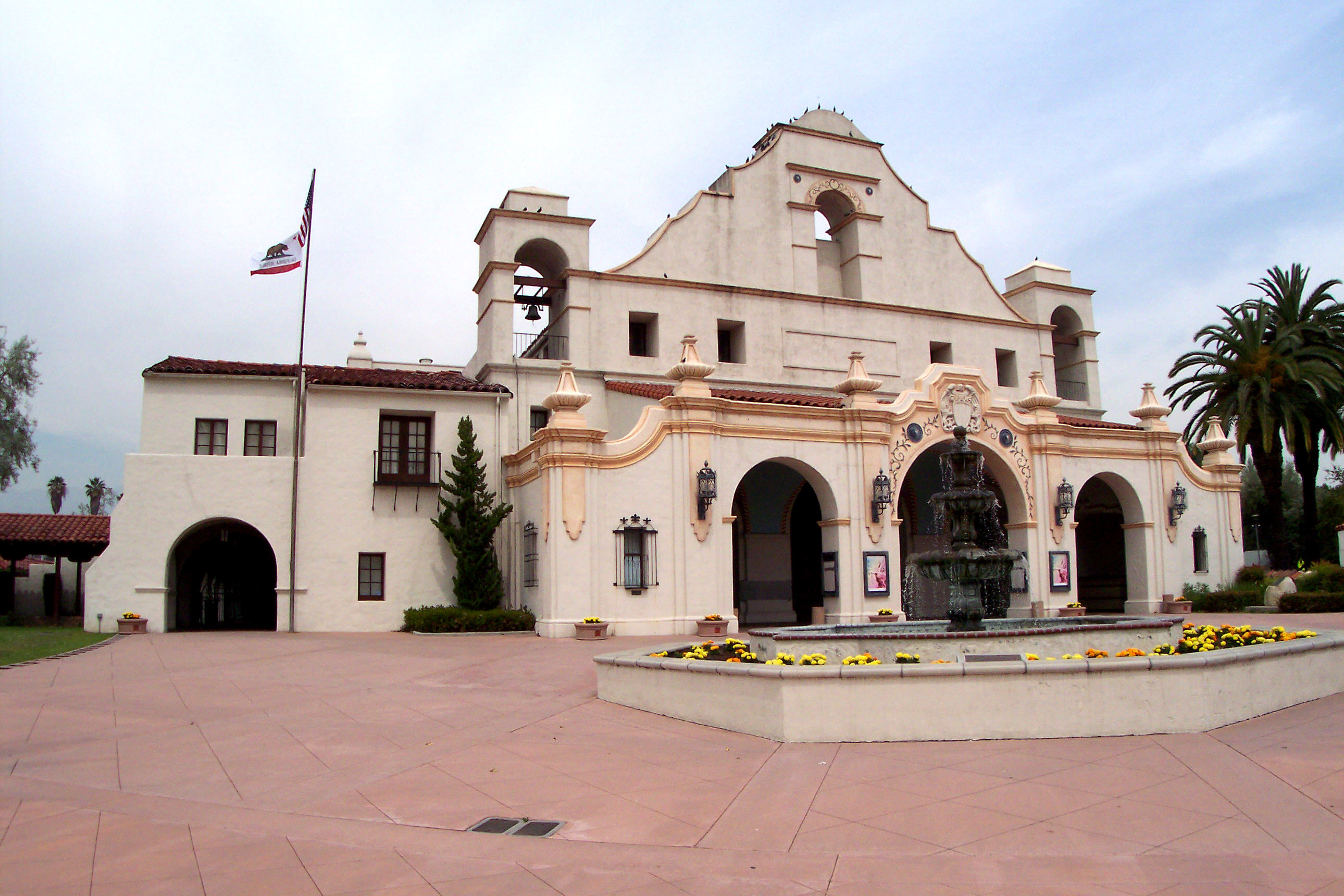
قاعة سان غابرييل سيفيك ، موقع مناظرة نيكسون-فورهيس الخامسة

في منتصف أكتوبر ، كشفت حملة نيكسون النقاب عن إعلان أنذر بترشحه لمجلس الشيوخ بعد أربع سنوات. بعد التصريح بأن نيكسون ، في مناظرة جنوب باسادينا ، واجه عضو الكونجرس بـ «نسخة مصورة من تأييده من قبل حزب العمل الديمقراطي الذي يهيمن عليه الشيوعيون»، ذكر الإعلان ، «من بين اليساريين المتطرفين الذين حافظ فورهيس على مشاركتهم في التصويت على باك الخط هم هيلين جاهاجان دوغلاس، فيتو ماركانتونيو ...»  في 29 أكتوبر ، طبع الهامبرا بوست ادفوكات ومونروفيا نيو بوست قطعًا متطابقة بعنوان«كيف صوت جيري وفيتو»، يقارن سجل تصويت عضو الكونجرس في كاليفورنيا بسجل ماركانتونيو ، عضو الكونجرس اليساري في نيويورك. في عام 1950، عُرفت مقارنة مماثلة بين سجل التصويت لماركانتونيو والمرشح الديمقراطي في مجلس الشيوخ دوغلاس ، المطبوعة على ورق وردي ، باسم «الورقة الوردية». 
استمرت حملة نيكسون في عرض إعلانات صحفية تتطرق إلى قضية PAC. اقترح أحد الإعلانات أن راديو موسكو قد حث على انتخاب قائمة رئيس قسم المعلومات. وتطرق آخرون إلى تسجيل فورهيس السابق كاشتراكي ، وذكروا أن سجله في الكونغرس «أكثر اشتراكية وشيوعية من ديمقراطي».  أحضر الديمقراطيون جيمس روزفلت وديمقراطيين بارزين آخرين إلى المنطقة للقيام بحملة لصالح فورهيس.  اقترح نيكسون أن يقوم أحد معارفه في زمن الحرب ، حاكم ولاية مينيسوتا السابق هارولد ستاسين بحملة لصالحه. ومع ذلك ، لم يتمكن المرشح من الحصول على إذن من لجنة كاليفورنيا الجمهورية لشتاسن لزيارة.  نشر فورهيس رسالة تلقاها من الحاكم الجمهوري ، إيرل وارين، يشيد به على عرض التأمين ضد العجز الذي قدمه. طلب أنصار نيكسون من وارين إرسال خطاب يمدح فيه نيكسون ، أو على الأقل سحب خطاب فورهيس. رفض وارن ، قائلاً إن فورهيس يستحق الإطراء ، ولن يحصل نيكسون على تأييد. بدأ هذا الصراع علاقة مثيرة للجدل بين نيكسون ووارن استمرت حتى وفاة وارين قبل وقت قصير من استقالة نيكسون كرئيس. 
لم يتم إجراء أي اقتراع خلال الحملة.  في ليلة الانتخابات ، تقدم فورهيس مبكرًا في فرز الأصوات ، ولكن سرعان ما تفوق عليه منافسه ، الذي زاد هامش ربحه مع مرور الليل. هزم نيكسون فورهيس بأكثر من 15000 أصوات. فاز الجمهوري بـ 19 من أصل 22 البلديات في المنطقة ، بما في ذلك بلدة سان ديماس، مسقط رأس فورهيس. فاز فورهيس بمعاقل الديموقراطيين في إل مونتي ومونتيري بارك، بالإضافة إلى حديقة بالدوين الريفية.  صدر عدد ما بعد الانتخابات من مجلة تايم في منتصف نوفمبر ، وأثنى على الرئيس المستقبلي «لتجنب الهجمات الشخصية على خصمه بأدب». 

### نتائج
| %     | الاصوات | مرشح                                | حفله     |
| ----- | ------- | ----------------------------------- | -------- |
| 56.02 | 65,586  | ريتشارد نيكسون                      | جمهوري   |
| 1.26  | 1,476   | جون هوبل                            | ديمقراطي |
| 42.70 | 49,994  | جيري فور هيس (مايجب في الوضع الراهن | المنع    |
|       | 117,069 | كل الاصوات                          |          |

## التداعيات والتحليل

### مرشحين
في اليوم التالي للانتخابات ، أصدر فورهيس بيان تنازل ، متمنياً لنيكسون التوفيق في منصبه الجديد ، وذكر:
عضو الكونجرس السابق هوبل ، الذي جمع ما يزيد قليلاً عن واحد في المائة من الأصوات ، كتب نيكسون بعد الانتخابات ، مشيرًا إلى أنه لم يتوقع أبدًا الفوز ، وأن هدفه كان «فضح ما اعتبرته غريبًا ، أمريكا ، PAC ، Red ، سجل الكونغرس للديمقراطي الحالي».  على الرغم من أي مشاعر قاسية ، أرسل فورهيس رسالة تهنئة إلى نيكسون في أوائل ديسمبر 1946. التقى نيكسون وفورهيس لمدة ساعة في مكتب فورهيس ، وافترقا ، وفقًا لفورهيس ، كأصدقاء.  في عام 1971، قال فورهيس إن الاثنين لم يتحدثا مرة أخرى.  كانت الرسالة الأخيرة التي بعثها فورهيس كعضو في الكونغرس ، والتي كُتبت في 31 ديسمبر ، موجهة إلى والده ، الذي كان مستشاره السياسي طوال حياته المهنية في الكونغرس. كتب النائب فورهيس: «لقد كان السبب الأساسي هو مساعدتك وثقتك بنفسك ونصيحتك ... قبل كل شيء لشعور كان لدي دائمًا أن يدك كانت على كتفي. شكرًا . . . بارك الله فيك.» 
لم يترشح فورهيس مرة أخرى لمنصب سياسي ، حيث عمل كمسؤول تنفيذي في الحركة التعاونية لمدة عشرين عامًا بعد هزيمته.    هوبل في العمل كناشر ومحرر لمجلة الدفاع الوطني ، وهي مطبوعة للمحاربين القدامى ، حتى تقاعده عام 1960، وتوفي في أركاديا في عام 1976 عن عمر يناهز 95 عامًا. انتخب 1950 عضوا في مجلس الشيوخ في الولايات المتحدة، لمواصلة صعوده السياسي ، مما قاده إلى البيت الأبيض في عام 1969. 

### قضايا تاريخية

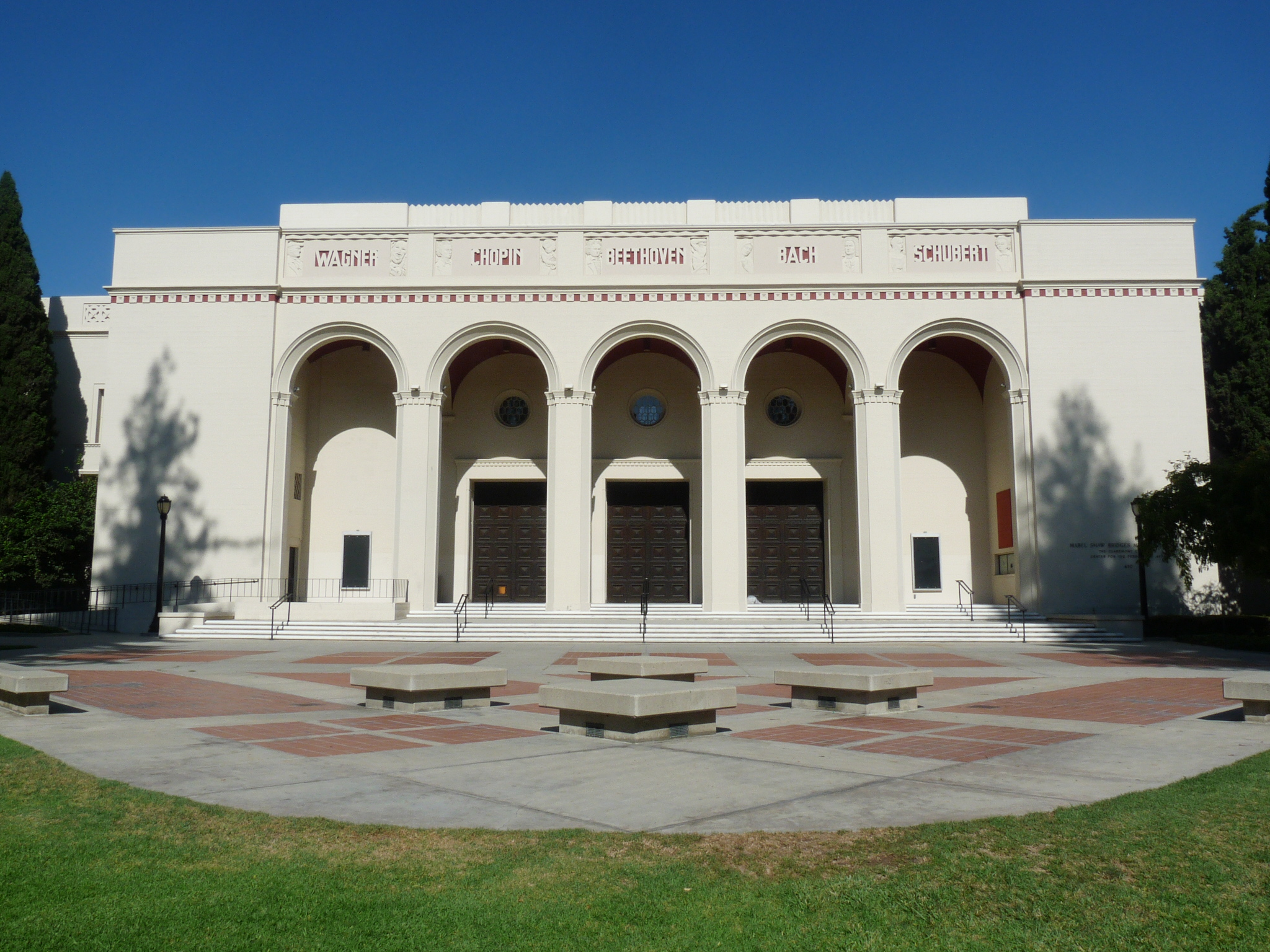
قاعة Bridges Auditorium (المعروفة أيضًا باسم Big Bridges Hall) ، كلية بومونا ، كليرمونت ، كاليفورنيا ، موقع مناظرة نيكسون-فورهيس الثالثة

لم يحظ سباق الدائرة الثانية عشر لعام 1946 باهتمام كبير في ذلك الوقت.  عندما أصبح نيكسون بارزًا ، تم فحص سباق عام 1946 عن كثب. وأشار كاتب سيرة نيكسون ، هربرت بارميت ، إلى أنه «باستثناء سمعة نيكسون اللاحقة ، فإن ما حدث في ولاية كاليفورنيا الثانية عشرة لا يمكن تمييزه عن الحملات المنتشرة في جميع أنحاء البلاد لانتخاب الكونجرس الثمانين».  جوناثان أيتكين، كاتب سيرة نيكسون ، ينسب التدقيق اللاحق إلى «الإطاحة غير المتوقعة بأيقونة ليبرالية وندم [الحزب الديمقراطي] على الصعود النيزكي للبطل الجمهوري الجديد الذي فاز بالمقعد». 
تم الاستشهاد بهزيمة نيكسون لفورهيس باعتبارها الأولى من بين عدد من حملات الإغراء التي قام بها الرئيس المستقبلي والتي رفعته إلى مجلس النواب ومجلس الشيوخ ونائب الرئيس ، وفي النهاية وضعه في موقع للترشح للرئاسة.  ذكر نيكسون ، في مذكراته عام 1978، أن القضية المركزية في حملة عام 1946 كانت "نوعية الحياة في أمريكا ما بعد الحرب"،  وفاز لأن الناخبين "كان لديهم ما يكفي ، وقرروا القيام بذلك" شيئا حيال ذلك".  أشار فورهيس في مذكراته عام 1947 إلى أن "العامل الوحيد الأكثر أهمية في حملة عام 1946 هو الاختلاف في الموقف العام بين" الخارجين "و" الوافدين ". أي شخص يسعى لإقالة شاغل الوظيفة لا يحتاج إلا للإشارة إلى كل الأشياء التي حدثت بشكل خاطئ وكل متاعب فترة الحرب وتداعياتها ". 
في السنوات اللاحقة ، كان لدى فورهيس المزيد ليقوله عن أسباب هزيمته.  في عام 1958، زعم أن الناخبين تلقوا مكالمات هاتفية مجهولة تفيد بأنه شيوعي ، وأن الصحف ذكرت أنه مسافر زميل ، وأنه عندما يغضب نيكسون ، «يفعل أي شيء».  في نوفمبر 1962، بعد هزيمة نيكسون في سباق حكام كاليفورنيا ، ظهر فورهيس في برنامج أخبار وتعليقات هوارد ك. سميث على قناة ABC في حلقة بعنوان «النعي السياسي لريتشارد نيكسون» واشتكى من الطريقة كان نيكسون قد أدار نفسه في سباق عام 1946. طغت المشاركة المثيرة للجدل لخصم نيكسون ، ألجير هيس ، على ظهور فورهيس.  في عام 1972، ألف فورهيس كتابًا بعنوان الحالة الغريبة لريتشارد ميلهوس نيكسون ، ذكر فيه أن نيكسون كان «خصمًا لا يرحم إلى حد ما» كان «حكمه الكاردينال الوحيد غير القابل للكسر» هو «الفوز ، مهما كلف الأمر للقيام بذلك».  في عام 1981، قبل وفاته بثلاث سنوات ، أنكر فورهيس في مقابلة أنه تم اعتماده من قبل ن س ب ا س . 
في مذكراته ، زعم فورهيس أنه في أكتوبر 1945، سافر «ممثل عن بيت مالي كبير في نيويورك» إلى كاليفورنيا للقاء عدد من سكان كاليفورنيا المؤثرين و «صخبهم» للسماح لـ فورهيس ، الذي وصفته صحيفة نيويوركر بأنه «أحد أخطر الرجال في واشنطن»، للبقاء في الكونجرس.  في مسودة مبكرة لمذكراته ، كتب فورهيس أن لديه وثائق تظهر أن «حملة نيكسون كانت من صنع المصالح المالية الشرقية الكبرى».  اقترح كاتب سيرة نيكسون روجر موريس أن المبلغ الذي أبلغت عنه حملة نيكسون «لم يكن سوى جزء صغير مما تم بالفعل في الحملة».  وفقًا لموريس ، فإن لجنة المائة مثلت المصالح الثرية ، واستفاد نيكسون من «نادي الجامعة ... ضرائب الشركات ، القوات الأكبر بشكل كبير المحتشدة ضد فورهيس».  تناول نيكسون نفسه هذه النقطة في مذكراته:
كاتب سيرة نيكسون ، إيروين جيلمان ، الذي كتب في عام 1999، بعد تسع سنوات من موريس ، اختلف مع استنتاجات الأخير. جادل جيلمان بأن اللجنة كانت مجموعة «شعبية» كانت «بعيدة كل البعد عن التطور» في جهودها للعثور على مرشح.  كتب بارميت أن الحملة لم يتم تمويلها بشكل جيد ، «كان على نيكسون أن يعلم أن المال سيكون نادرًا حتى يصبح فائزًا . . . لقد بدت حملة نيكسون عام 1946 وكأنها علاقة رديئة».   ويشير أيتكين إلى أن نيكسون لم ينفق أي أموال على الإعلانات الإذاعية أثناء الحملة.
تتركز مزاعم أخرى على موراي شوتينر ، وتصوره على أنه العبقرية الشريرة للحملة.  فورهيس ، على سبيل المثال ، في كتابه لعام 1972، اعتبر نفسه «الضحية الأولى لصيغة نيكسون-شوتينر للنجاح السياسي.»  العديد من الكتاب ، بما في ذلك كينيث كورتز في كتابه ، أعداء نيكسون ،  وإنجريد سكوبي في سيرتها الذاتية لهيلين دوجلاس ، سنتر ستيج ،  يصفون تشوتينر بشكل غير صحيح كمديرة حملة نيكسون عام 1946. يعود جزء من هذا التضخم إلى شوتينر نفسه ، الذي لم يفقد ، في السنوات اللاحقة ، أي فرصة للمبالغة في دوره في سباق عام 1946، بسبب انزعاج داي وماكول.  وفقًا لكاتب سيرة نيكسون ستيفن أمبروز، «مع ذلك ، نمت الأسطورة. في نظر منتقدي نيكسون ، كمرشح كان مجرد رجل واجهة لتلاعبات كوتينر الشريرة. لكن الأمر لم يكن كذلك». 
يذكر عدد من السير الذاتية عن نيكسون أو فورهيس ، أو التي تتطرق بطريقة أخرى إلى حملة عام 1946، بدرجات متفاوتة من اليقين أنه خلال عطلة نهاية الأسبوع الأخيرة للحملة ، تم إجراء مكالمات مجهولة إلى أسر المقاطعات. سيسأل المتصل «هل تعلم أن جيري فورهيس شيوعي؟» ثم أغلق المكالمة.   وفقًا لبولوك ، كان هناك بنك هاتف يعمل به عمال استجابوا لإعلان في إحدى الصحف تديره منظمة نيكسون في قصر الحمراء. يستشهد بولوك بمصدره لـ زيتا ريميلي ، «معجب فورهيس»، الذي ذكر أن ابنة أختها عملت هناك.   على الرغم من وفاة ابنة الأخ قبل كتابة كتاب بولوك ، وفقًا لبولوك ، فإن «سمعة ريملي في الصدق لا تقبل الطعن». 

### الحملات
قضى نيكسون معظم عام 1946 في حملته الانتخابية في المقاطعة ، وعمل بجد لتوسيع نطاق التعرف على اسمه إلى ما وراء مسقط رأسه في ويتير.  في عام 1952، عندما ترشح نيكسون لمنصب نائب الرئيس ، حددت ماديرا نيوز تريبيون وجهة نظرها حول سبب فوز نيكسون على فورهيس ، "لقد قرع أجراس الباب ، وتحدث في زوايا الشوارع وفي القاعات ، وقبل الأطفال ، وربت على السيدات العجائز الخد ، وبخلاف ذلك جعل نفسه معروفًا أينما ومتى توقف شخصان واستمعوا إليه. قام بتكوين صداقات مع الصحافة والإذاعة ، وقد بذل قصارى جهده ليكون متجانسًا  . " إلى السلطة في مجلس النواب لأول مرة منذ عام 1931.
ابتداءً من الانتخابات التمهيدية ، بذلت حملة نيكسون جهودًا حثيثة لجذب صحف المنطقة. واستهدفت الحملة الصحف الصغيرة ، وخاصة الصحف الأسبوعية الصغيرة التي توزع بالمجان. وجدت الدراسات الاستقصائية للجمهوريين أن هذه كانت مقروءة وموثوقة على نطاق واسع.  رتب مؤيد نيكسون وعضو اللجنة الوطنية للحزب الجمهوري من كاليفورنيا ماكنتاير فاريس لشراء إعلانات نيابة عن حملة نيكسون بشرط أن تدير الصحيفة افتتاحية في اتجاهها (كانت معظم الصحف ، على أي حال ، جمهوريًا في نظرتها).  هذه الجهود آتت أكلها. أيدت 26 من 30 صحيفة تخدم المنطقة نيكسون.  وفقًا لموريس كاتب سيرة نيكسون ، لم يتم منح فورهيس أي تغطية في الصحف ، أو اقتصرت على الإعلانات الصغيرة المدفوعة. أخبر مالكو الجريدة حملة فورهيس أنه مع نقص الورق بعد الحرب ، يجب توفير المساحة للعملاء الدائمين. 
حملة فورهيس ، التي وصفها بولوك بأنها «هواة تقليديًا وضعيفة التجميع»، كانت بطيئة في إدراك التهديد الذي يمثله نيكسون   وظلت في موقف دفاعي باستمرار.  في عام 1971، في مقال بمناسبة الذكرى السنوية الخامسة والعشرين للحملة ، أقر فورهيس بأنه «لم يكن لدي مطلقًا الكثير من المنظمات ؛ بصراحة ، لم يكن هناك شكل لها. وقد احتجنا إليها بشدة في عام 1946.»  وفي نفس المقال ، وصفت صحيفة لوس أنجلوس تايمز حملة فورهيس بأنها«تفتقر إلى الموظفين ، ونقص التمويل ، وتفوقها في المناورة ، ومن الواضح أنه كان في الجانب الخطأ من معظم قضايا اليوم»  كان أحد وسائل التواصل معه في الصحافة هو عموده الصحفي ، الناس الأعمال ، الذي كان يُنشر في معظم الصحف المحلية. في يوليو 1946، اختار فورهيس تعليق هذا العمود خشية أن يُعتقد أنه كان يستخدمه كوسيلة لحملة. وفقًا لجيلمان ، أدى ذلك إلى إضعاف قدرة فورهيس على التواصل السياسي. 
أحد الأخطاء الفادحة التي حددها جيلمان كان قرار فورهيس بمناقشة نيكسون ، حيث رفع صورة المنافس إلى نفس مستوى الشخص الحالي.  وصف موريس هذا القرار بأنه "غطرسة هادئة".  صرح نيكسون لاحقًا ، "في عام 1946، ناقش شاغلٌ أحمق يُدعى جيري فورهيس محاميًا شابًا غير معروف ، وكلفه ذلك الانتخابات". صنف جيلمان أخطاء فورهيس الأخرى: "لم يؤسس أبدًا منظمة ديمقراطية قابلة للحياة ؛ وبدلاً من ذلك اعتمد على والده وأصدقائه لتقييم عادات الناخبين المحتملة. بدلاً من العودة إلى الحملة الانتخابية في الانتخابات التمهيدية عندما أدرك جاذبية نيكسون ، بقي في العاصمة ، مما سمح لنيكسون بمحاكمة ناشري الصحف والمراسلين وكذلك الناخبين الذين أرادوا التواصل المباشر مع ممثلهم في الكونجرس. حتى عندما عاد فورهيس إلى المنطقة ، فقد ارتكب خطأ فادحًا تلو الآخر  .

## هوامش
1. ↑  Morris 1990، صفحة 328. Some sources attribute this discussion to the fifth debate.
2. ↑  هيلين دوغلاس, in her memoir, A Full Life, mentions a Zita Remley as a paid staffer who put together a pamphlet for her, Catholics for Douglas. Douglas 1982، صفحة 323